# حلوای سرتخت
حلوای سرتخت (نام علمی: Hippoglossoides elassodon) نام یک گونه از سرده زبان‌اسبی‌واران است.